# Günter Benecke
Günter Benecke (* 26. November 1923 in Magdeburg) ist ein deutscher Architekt und war für die städtebauliche Gestaltung der Stadt Suhl in den späten 1970er und frühen 1980er Jahren verantwortlich.

## Leben
Benecke, Sohn eines Fotografen, absolvierte nach dem Abitur ein einjähriges Praktikum als Maurer und studierte dann bis 1949 an der Staatlichen Ingenieursschule Magdeburg. 1950 wurde er Mitarbeiter im Architekturbüro „Wernecke“ und 1951 Mitarbeiter im VEB Industrieentwurf. Nach seiner einjährigen  Mitarbeit im Entwurfsbüro Hoch- und Industriebau wurde er 1954 stellvertretender Chefarchitekt im VEB Hochbauprojektierung Magdeburg und stellvertretender Direktor des Wohnungsbaukombinats Magdeburg, was er bis 1962 blieb.
Von 1963 bis 1966 studierte Benecke an der Hochschule für Architektur und Baukunst in Weimar und wurde Diplomarchitekt. Von 1969 bis 1986 war er wissenschaftlicher Mitarbeiter im Büro für Städtebau in Suhl. In dieser Funktion übernahm er 1969 die städtebauliche Planung für die Wohnbebauung Steinweg, von 1976 bis 1983 für den Umbau des Verwaltungsgebäudes für den Rat des Bezirkes Suhl, von 1975 bis 1979 für den Neubau der Stadtteile Suhl-Nord und Ilmenauer Straße II und von 1976 bis 1982 für die Wohnhochhäuser in der damaligen Wilhelm-Pieck-Straße. 1986 ging Benecke in den Ruhestand.

## Schriften
- Günter Benecke: Suhl – eine neue Stadt. Hrsg.: Rat der Stadt Suhl. Suhl 1976.